# Fardelejos
Los fardelejos son una pieza de bollería originaria del municipio de Arnedo y típica de La Rioja (España).
Se trata de un dulce de origen árabe que comenzó a producirse en la localidad de Arnedo en los siglos IX y X. Consiste en un recubrimiento de hojaldre muy fino con un relleno semejante al mazapán pero mucho más ligero, compuesto de huevo, almendras molidas, ralladura de limón y azúcar. Se sirve recubierto de azúcar glasé y su forma rectangular con borde en relieve lo caracteriza. 
Además de ser el dulce típico de las fiestas populares y patronales, al igual que la juanguila, el fardelejo se puede consumir a modo de desayuno o de postre. Hoy en día son muy ampliamente reconocidos como repostería riojana y se comercializan en toda la provincia como producto típico.